# 熊坂宇衛門
熊坂宇衛門（くまさかうえもん、生年1500年代）は、戦国時代の武士。伊達晴宗の家臣。

## 概要
戦国時代に山形県東置賜郡高鼻町熊野に伊達氏四十八館の一つである「熊坂館」を設立。以後宇衛門の居城になる。
館跡は東西130m、南北100m、面積1500㎡（480坪）。また屋敷回りの外掘は東西130m、南北の100m 、15000㎡（4800坪）を誇る。